# Шведова Наталія Юліївна
Ната́лія Ю́ліївна Шве́дова (рос. Наталия Юльевна Шведова; 25 грудня 1916 — 18 вересня 2009) — російський лінгвіст і співавтор однотомного «Тлумачного словника російської мови».

## Життєпис
Наталія Шведова народилася 25 грудня 1916 року в Москві, дочка літературного критика Юлія Ісайовича Айхенвальда. У 1940 році вона закінчила Московський державний педагогічний інститут. З 1964 року, після смерті Сергія Івановича Ожегова, Шведова займалася доповненням і редагуванням складеного ним «Словника російської мови». З 1991 року цей словник видається як спільний твір двох авторів.
Крім наукової діяльності Наталія Шведова викладала на філологічному факультеті МДУ. З 1986 вона була керівником і головним редактором «Російського семантичного словника». У 1997 році Шведова була вибрана дійсним членом Російської академії наук (РАН).
У 1990 році Шведова отримала премію їм. О. С. Пушкіна як співавтор «Словника російської мови». У 2002 році вона також була нагороджена російським орденом Дружби і срібною медаллю Університету імені Яна Євангеліста Пуркіне в чеському місті Брно.